# Minami Iōtō
Iwo Jima del Sur (南硫黄島?   oficialmente Minami-Iōtō, también frecuentemente Minami-Iwō-jima, Minami-Iōjima: lit. «isla del azufre del sur») es una pequeña isla volcánica de Japón, la isla más meridional del grupo de islas de Los Volcanes (en el extremo sur del archipiélago Ogasawara), localizada a aproximadamente 1300 km al sur de Tokio, 60 km al sur de Iwo Jima y 330 km al suroeste de Chichi-jima.

## Historia
Iwo Jima del Sur es parte de un frente volcánico que ha estado activo durante 2 588 000 años desde el período Cuaternario y comenzó a formarse como resultado de la actividad volcánica en ese período. Aunque no está claro cuándo surgió como isla, las rocas que se han recolectado y analizado no muestran signos de reversión geomagnética, por lo que se cree que la isla no tiene más de unos cientos de miles de años. Fue descubierta en octubre de 1543 por el marino español Bernardo de la Torre a bordo de la nave San Juan de Letrán cuando intentaba regresar desde Sarangani a Nueva España. Era conocida en las cartas españolas como San Augusto, San Agustín o Volcán de San Dionisio.

## En la cultura popular
En el universo de Harry Potter creado por JK Rowling, Minami Iwo Jima alberga la escuela japonesa de magia y hechicería llamada Mahoutokoro.